# Chazey-Bons
Chazey-Bons is een gemeente in het Franse departement Ain in de regio Auvergne-Rhône-Alpes. De gemeente telde 1.165 inwoners op 1 januari 2022.
Op 1 januari 2017 werd Pugieu opgenomen in de gemeente, die daarmee de status van commune nouvelle kreeg.

## Geografie
De oppervlakte van Chazey-Bons bedroeg op 1 januari 2022 15,44 vierkante kilometer; de bevolkingsdichtheid was toen 75,5 inwoners per km².
De onderstaande kaart toont de ligging van Chazey-Bons met de belangrijkste infrastructuur en aangrenzende gemeenten.

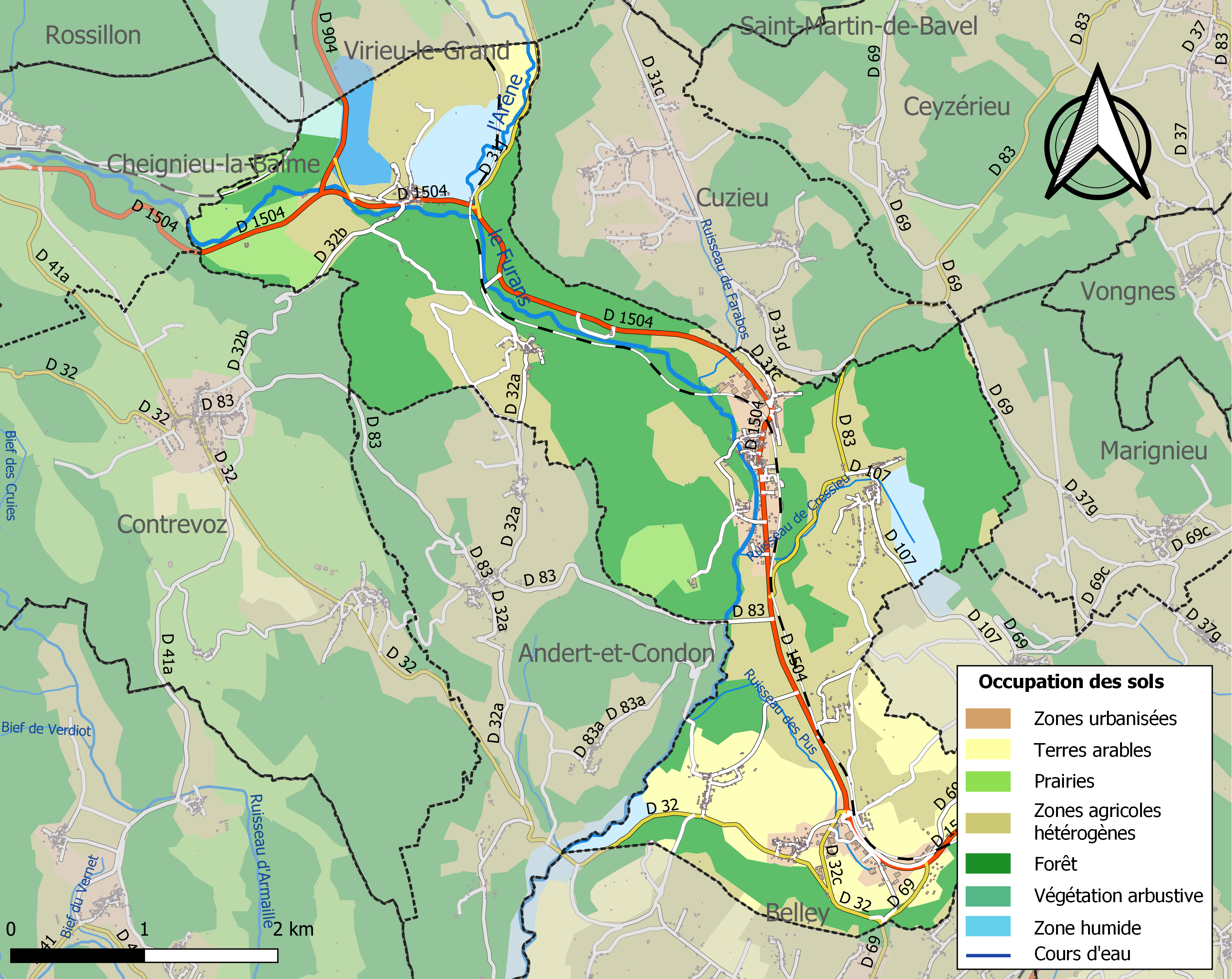

Grondgebied van de gemeente, met Pugieu in het noordwesten

## Demografie
Onderstaande figuur toont het verloop van het inwoneraantal van Chazey-Bons vanaf 1962. De cijfers zijn afkomstig van het Frans bureau voor statistiek en bevatten geen dubbel getelde personen (volgens de gehanteerde definitie population sans doubles comptes).
Vanwege een beveiligingsprobleem met de MediaWiki Graph-software is het momenteel niet mogelijk deze grafiek weer te geven. Zodra de software is bijgewerkt zal de grafiek vanzelf weer zichtbaar worden.